# Sandra Lee
Sandra Siew Pin Lee (* 20. Dezember 1970 in Queens, New York City) ist eine US-amerikanische Dermatologin, Webvideoproduzentin und Fernsehpersönlichkeit. Sie wurde insbesondere durch ihre TV-Serie Dr. Pimple Popper sowie zuvor durch ihren gleichnamigen YouTube-Kanal international bekannt.

## Privatleben und Werdegang
Sandra Lee wurde 1970 im Stadtteil Flushing im New Yorker Bezirk Queens als Tochter zweier chinesischstämmiger Einwanderer geboren, im Alter von 5 Jahren zog sie mit ihrer Familie nach Kalifornien. Ihre Mutter war Malaysierin, ihr ebenfalls als Dermatologe tätiger Vater Singapurer. Sie machte ihren Bachelor auf der University of California, Los Angeles und erhielt 1998 den Doktorgrad MD nach erfolgreichem Abschluss der Hahnemann University in Philadelphia. Danach besuchte sie die Southern Illinois University, um sich zur Dermatologin ausbilden zu lassen. Mittlerweile ist sie Mitglied der American Academy of Dermatology, American Academy of Cosmetic Surgery, American Society for Dermatologic Surgery und der American Society for MOHS Surgery und praktiziert in der Klinik Skin Physicians & Surgeons. Seit dem Jahre 2000 ist sie mit dem Arzt Jeffrey Rebish verheiratet und hat mit ihm zwei Söhne.

## Karriere
Am 20. Oktober 2010 eröffnete Lee ihren YouTube-Kanal Dr. Sandra Lee (aka Dr. Pimple Popper). Zunächst lud sie auf diesem vor allem Videos hoch, in denen sie und ihre Patienten zwecks Aufklärung und Bildung über verschiedene Hautprobleme sprachen. Wenig später begann sie auch, einige der von ihr vorgenommenen Eingriffe bzw. die Resultate dieser mitzufilmen und auf dem Kanal hochzuladen. Die Patienten bekamen im Gegenzug für die Aufzeichnung Gratisbehandlungen. Waren die Videos zuerst noch rein informeller Natur, so entwickelte Lees Content später einen Infotainment-Charakter, bei dem die medizinischen Prozeduren durch humorvolle Kommentare seitens der Hautärztin eine deutlich leichtere und unterhaltende Art bekamen. Der Durchbruch im Webvideobereich gelang ihr 2015 mit dem Clip A giant blackhead extracted in an 85 y.o accompanied by her daughter., in welchem sie einer 85 Jahre alten Frau einen ungewöhnlich großen Mitesser im Nacken entfernt. Das Video ist bis heute ihr meistangesehenes und weist aktuell über 77 Millionen Aufrufe auf. 2016 gelang es der Ärztin, die 1-Million-Abonnentengrenze zu erreichen. Aktuell hat der Kanal über 8,2 Millionen Abonnenten (Stand Januar 2023).
Durch ihre hohe Internetbekanntheit wurde der amerikanische Fernsehsender TLC auf sie aufmerksam, bei dem die Dermatologin seit dem 3. Januar 2018 ihre eigene Serie namens Dr. Pimple Popper besitzt. Die Reality-Doku-Show hält einzelne Fälle von Dr. Lee fest, in denen sie neben der titelgebenden Pickel, Mitesser und Zysten auch noch andere Hautkrankheiten und Auswüchse wie etwa Lipome oder Rhinophyme behandelt. Einzelne Episoden konnten eine Zuschauerschaft von bis zu 4,35 Millionen erreichen und die Serie erhielt positive Kritiken. Als Besuche bedingt durch die COVID-19-Pandemie unmöglich wurden, wurde 2020 stattdessen eine Spin-Off-Serie namens Dr. Pimple Popper: Die Videosprechstunde (im Original Dr. Pimple Popper: Before the Pop) produziert und ausgestrahlt, in der Lee ihre Patienten per Videokonferenz berät. Zudem werden unter dem Titel Dr. Pimple Popper: This is Zit auf dem YouTube-Kanal von TLC regelmäßig kurze, meist ca. fünfminütige Episoden hochgeladen. Alle drei Sendungen wurden auch ins Deutsche übersetzt und liefen auf TLC Deutschland bzw. dessen YouTube-Ableger.
Lee vertreibt ihre eigene Marke von Hautpflegeprodukten namens SLMD Skincare.

## Filmografie

### Fernsehserien
- 2018: Dr. Pimple Popper
- 2020: Dr. Pimple Popper: Die Videosprechstunde

## Auszeichnungen
- Critics’ Choice Real TV Awards
  - 2019: in der Kategorie: Female Star of the Year[15]
  - 2020: in der Kategorie: Female Star of the Year[16]